# چچیلیا سالا
چچیلیا سالا (ایتالیایی: Cecilia Sala؛ ۲۶ ژوئیه ۱۹۹۵) روزنامه‌نگار، نویسنده و خبرنگار جنگ اهل ایتالیا است. او همچنین در حوزه‌های مربوط به سیاست گزارش می‌نویسد. چچیلیا سالا، در تاریخ ۱۹ دسامبر ۲۰۲۴، در ایران، توسط مأموران امنیتی جمهوری اسلامی دستگیر شد، که در تاریخ ۱۹ دی ماه ۱۴۰۳ آزاد و به ایتالیا بازگردانده شد.

## زندگی و فعالیت
چچیلیا سالا در ۲۶ ژوئیه ۱۹۹۵ در رم به‌دنیا آمد. پدر او از مدیران بانک مونته دی پاسکی دی سیه‌نا است. او از سال ۲۰۱۵ روزنامه‌نگاری را شروع کرد و برای روزنامه ایل فایلیو گزارش می‌نویسد و در شرکت پادکست «چورا مدیا» نیز فعال است. سالا درجریان حمله روسیه به اوکراین، سقوط کابل (۱۴۰۰) گزارشگری می‌کرد. او همچنین تا پیش از دستگیری در ایران، در حوزه درگیری ۲۰۲۴ ایران و اسرائیل نیز گزارش می‌نوشت.

## دستگیری
سالا که با ویزای روزنامه‌نگاری در تهران به‌سر می‌برد، در تاریخ ۱۹ دسامبر ۲۰۲۴ در حین تهیه گزارش، توسط مأموران امنیتی جمهوری اسلامی دستگیر و به سلول انفرادی منتقل شد.
گفته شده که پس از رایزنی‌های دیپلمات‌های ایران و ایتالیا، چیچیلیا در تاریخ نوزدهم دی ماه آزاد گردید. چهار روز پس از آزادی چیچیلیا سالا، محمد عابدینی نجف‌آبادی، تاجر سوئیسی-ایرانی، که ۱۶ دسامبر ۲۰۲۴ در فرودگاه میلانو مالپنسا، به اتهام انتقال فناوری‌های کلیدی و حساس از ایالات متحده به ایران، دستگیر شده بود آزاد شد. به گفته دادگستری آمریکا، از این فناوری‌ها در ساخت پهپاد عامل حمله پهپادی به برج ۲۲ استفاده شد که در آن سه آمریکایی کشته و ۴۰ تن مجروح شدند.